# Жан-Сільвен Баї
Жан-Сільве́н Баї́ (фр. Jean Sylvain Bailly; 1736 — 1793) — діяч французької революції 1789–1793, конституціоналіст, астроном.
1789 — голова перших Національних зборів і мер Парижа.
Прихильник компромісу з королем.
Один з організаторів розстрілу демонстрації парижан на Марсовому полі 1791. що зробило його вкрай непопулярним серед парижан і за що був страчений за наказом Революційного трибуналу.
Коли Баї був на ешафоті хтось із натовпу крикнув: «Баї, ти тремтиш!», на що підсудний спокійно відповів: «Тільки від холоду, друже мій». Це були його останні слова.
На честь Жана-Сільвена Баї названо місячний кратер Баї.